# Бургленгенфельд
Бургленгенфельд (нем. Burglengenfeld) — город и городская община в Германии, в земле Бавария. 
Подчинён административному округу Верхний Пфальц. Входит в состав района Швандорф.  Население составляет 12 355 человек (на 31 декабря 2010 года). Занимает площадь 93,28 км². Официальный код  —  09 3 76 119.
Город подразделяется на 4 городских района.

## Население
По оценке на 31 декабря 2015 года население общины Бургленгенфельд составляет 12 862 чел. 

| Дата      | 1840 | 1871 | 1900 | 1925 | 1939 | 1950 | 1961 | 1970  | 1987  | 2011  |
| --------- | ---- | ---- | ---- | ---- | ---- | ---- | ---- | ----- | ----- | ----- |
| Население | 3519 | 4404 | 4542 | 5611 | 6688 | 8590 | 9697 | 10547 | 10498 | 12126 |

| Год       | 1960 | 1970  | 1980  | 1990  | 2000  | 2009  | 2010  | 2011  | 2012  | 2013  | 2014  | 2015  |
| --------- | ---- | ----- | ----- | ----- | ----- | ----- | ----- | ----- | ----- | ----- | ----- | ----- |
| Население | 9329 | 10576 | 10110 | 10579 | 11667 | 12364 | 12355 | 12151 | 12383 | 12433 | 12589 | 12862 |